# Charlotte Faircloth
Charlotte Faircloth ist eine britische Sozialwissenschaftlerin. Als Senior Lecturer lehrt sie derzeit (2015) im Department of Social Science der University of Roehampton, London. Sie ist eine Pionierin auf dem jungen Forschungsgebiet der Kultur der Elternschaft, das sich interdisziplinär mit der sozialen Konstruktion von Elternschaft beschäftigt.

## Leben und Forschungstätigkeit
Charlotte Faircloth hat, nach einem Studium der Archäologie und Anthropologie, am Department of Social Anthropology der University of Cambridge mit einer Studie über Attachment Parenting promoviert. Als Mildred Blaxter Research Fellow hat sie anschließend für die Foundation for the Sociology of Health and Illness geforscht; das Ergebnis dieser Studie hat sie 2013 unter dem Titel Militant Lactivism? veröffentlicht.
Faircloth ist ein Gründungsmitglied des 2007 eingerichteten Centre for Parenting Culture Studies (CPCS) an der University of Kent.

## Veröffentlichungen (Auswahl)
- Charlotte Faircloth: Militant Lactivism? Attachment parenting and intensive motherhood in the UK and France. Berghahn, 2013, ISBN 978-0-85745-758-5 (eingeschränkte Vorschau in der Google-Buchsuche).
- Ellie Lee, Jennie Bristow, Charlotte Faircloth, Jan Macvarish: Parenting Culture Studies, Basingstoke and New York: Palgrave Macmillan, 2014